# Vieille mehana à Veliko Selo
Le village de Veliko Selo, situé sur le territoire de la ville de Belgrade, en Serbie, dans la municipalité de Palilula, conserve une vieille mehana (en serbe cyrillique : Стара механа у Великом Селу ; en serbe latin : Stara mehana u Velikom Selu), c'est-à-dire une taverne ancienne. Construite dans les premières décennies du XIXe siècle, elle est inscrite sur la liste des biens culturels de la Ville de Belgrade.

## Présentation
La mehana (taverne) a été construite dans les premières décennies du XIXe siècle, au moment où les relations commerciales entre la principauté de Serbie et l'empire d'Autriche s'intensifiaient. Elle constituait alors un lieu de rencontre entre les marchands et la population locale.
Par son style, l'édifice est un mélange entre les maisons traditionnelles de la région de la Morava et les maisons traditionnelles de la Voïvodine. Elle est constituée d'une structure en bois remplie de pierres et de brique crue ; le toit est recouvert de tuiles noires.